# Mahmoud Wadi
Mahmoud Manar S. Wadi (arab. محمود وادي; ur. 19 grudnia 1994 w Gazie) – palestyński piłkarz grający na pozycji napastnika. Od 2018 jest zawodnikiem klubu Al-Masry.

## Kariera piłkarska
Swoją karierę piłkarską Wadi rozpoczął w klubie Shabab Maan. W 2014 przeszedł do Ittihad Chan Junis, w którym w 2014 roku zadebiutował w Gaza Stripe Premier League. W sezonie 2013/2014 wywalczył wicemistrzostwo tej ligi. W sezonie 2015/2016 był wypożyczony do Ahli Al-Khaleel. W sezonie 2017/2018 grał w jordańskim Al-Ahli Amman, a w 2018 przeszedł do egipskiego Al-Masry.

## Kariera reprezentacyjna
W reprezentacji Palestyny Wadi zadebiutował 14 listopada 2017 w wygranym 8:1 meczu eliminacji do Pucharu Azji 2019 z Malediwami. W 2019 roku został powołany do kadry na Puchar Azji 2019.